# Кубок Данії з футболу 1999—2000
Кубок Данії з футболу 1999–2000 — 46-й розіграш кубкового футбольного турніру в Данії. Титул вперше здобув Віборг.

## Календар
| Раунд           | Дата                | Матчі | Клуби   |
| --------------- | ------------------- | ----- | ------- |
| Перший раунд    | 15-21 червня 1999   | 32    | 91 → 59 |
| Другий раунд    | 4-5 серпня 1999     | 20    | 59 → 39 |
| Третій раунд    |                     | 13    | 39 → 26 |
| Четвертий раунд | 6-15 вересня 1999   | 10    | 26 → 16 |
| 1/8 фіналу      | 5-6 квітня 2000     | 8     | 16 → 8  |
| 1/4 фіналу      | 12 квітня 2000      | 4     | 8 → 4   |
| 1/2 фіналу      | 4/17-18 травня 2000 | 4     | 4 → 2   |
| Фінал           | 1 червня 2000       | 1     | 2 → 1   |

## 1/8 фіналу
| Команда 1            | Рахунок      | Команда 2  |
| -------------------- | ------------ | ---------- |
| 5 квітня 2000        |              |            |
| Фремад Амагер (2)    | 3:9          | Віборг     |
| Болдклуббен 1893 (2) | 0:4          | Брондбю    |
| Глоструп 32 (3)      | 2:4          | Люнгбю     |
| Есб'єрг              | 1:0          | Оденсе     |
| Мідтьюлланн (2)      | 0:0 пен. 4:5 | Ольборг    |
| Орхус                | 3:2 дч       | Вайле      |
| 6 квітня 2000        |              |            |
| Копенгаген           | 2:0          | Сількеборг |
| Академіск БК         | 1:0          | Герфельге  |

## 1/4 фіналу
| Команда 1      | Рахунок      | Команда 2    |
| -------------- | ------------ | ------------ |
| 12 квітня 2000 |              |              |
| Люнгбю         | 2:3 дч       | Віборг       |
| Орхус          | 0:1          | Брондбю      |
| Есб'єрг        | 1:2          | Ольборг      |
| Копенгаген     | 1:1 пен. 3:4 | Академіск БК |

## 1/2 фіналу
| Команда 1        | Заг.         | Команда 2 | 1-й матч | 2-й матч |
| ---------------- | ------------ | --------- | -------- | -------- |
| 4/17 травня 2000 |              |           |          |          |
| Академіск БК     | 2:3          | Ольборг   | 1:1      | 1:2      |
| 4/18 травня 2000 |              |           |          |          |
| Віборг           | 1:1 пен. 5:4 | Брондбю   | 1:0      | 0:1      |

## Фінал
| 1 червня 2000 |

| Ольборг | 0:1      | Віборг    |
| ------- | -------- | --------- |
|         | Протокол | Еклунд 9' |

| Паркен, Копенгаген Глядачів: 18 098 Арбітр: Кнуд Ерік Фіскер |